# Thomas Balkenhol
Thomas Balkenhol (* 1950 in Hadamar) ist ein deutscher Filmeditor, Autor und Dozent, der auch als Regisseur und Produzent von Dokumentarfilmen gearbeitet hat.

## Leben und Wirken
Thomas Balkenhol begann 1977 das Studium an der Hochschule für Fernsehen und Film München im Bereich Fernsehpublizistik und Dokumentarfilm. Ab 1990 produzierte er eigene Dokumentarfilme und montierte als Editor rund 100 weitere Filme. Er arbeitete mit international bekannten Regisseuren wie Werner Herzog, Yeşim Ustaoğlu, Peter Heller und Hans A. Guttner zusammen. Für den Schnitt von Özcan Alpers Sonbahar (2009) wurde Balkenhol auf dem Ankara International Film Festival in der Kategorie „Bester Schnitt“ ausgezeichnet. Eine gemeinsame Regiearbeit mit Erman Okay entstand mit Der Duft der Dinge – Ein Portrait der Dido Sotiriou (1991).
Als Dozent hatte Balkenhol Lehraufträge in Deutschland und der Türkei. Balkenhol ist Autor von Grotesken für das Theater und war 1989 Mitbegründer der Türkischen Filmtage München. Er ist Herausgeber des 1981 erschienenen Buches Karikatürkei. Von 1946–1981.
Balkenhol ist der Bruder von Stephan Balkenhol und Bernhard Balkenhol.
Er war Jury-Mitglied von diversen Filmfestivals in der Türkei und ist Mitglied im Bundesverband Filmschnitt Editor e.V. (BFS).

## Filmografie
Filmschnitt
- 1980: Gölge – Zukunft der Liebe
- 1984: Fern vom Krieg
- 1986: Amerasia
- 1986: Flucht in den Norden, nach dem Roman von Klaus Mann
- 1987: Vergeben, aber nicht vergessen (1987)
- 1988: Nachtjäger
- 1989: Lockvögel (Fernsehen)
- 1989: Dein Land ist mein Land
- 1991: Der Duft der Dinge – Ein Portrait der Dido Sotiriou
- 1992: Kreuzzug gegen die Subversion (Panteón militar) (Fernsehen)
- 1994: Moskau – Alle meine Lieben (Fernsehen)
- 1996: Ben Annemin Kiziyim – Ich bin Tochter meiner Mutter
- 1997: Albrecht Becker über sich (Mond im Skorpion)
- 1997: Lokalderby – Eine Stadt im Fußballfieber (Fernsehen)
- 1998: Münchner Freiheit (Liberty Square Munich) über den Platz in München
- 1998: Der Tod des Ares (Fernsehen)
- 2001: Sexy Feinripp – Vom Liebestöter zum Kultobjekt (Fernsehen)
- 2004: Sirtlarindaki hayat
- 2006: Verstrahlt und vergessen – 20 Jahre nach Tschernobyl (Fernsehen)

Regie
- 1991: Der Duft der Dinge – Ein Portrait der Dido Sotiriou

Produzent
- 1993: To Teihos mas

Tongestaltung
- 1982: Aufdermauer